# Atua-anua
Atua-anua är en modergudinna inom Påsköns mytologi. 